# یواس‌اس رابیزون (دی‌دی‌جی-۱۲)
یواس‌اس رابیزون (دی‌دی‌جی-۱۲) (به انگلیسی: USS Robison (DDG-12)) یک کشتی بود که طول آن ۴۳۷ فوت (۱۳۳ متر) بود. این کشتی در سال ۱۹۶۰ ساخته شد.